# Алвани (Козенца)
Алвани (итал. Alvani) је насеље у Италији у округу Козенца, региону Калабрија.
Према процени из 2011. у насељу је живело 60 становника. Насеље се налази на надморској висини од 499 м.